# 프로쿠라티에

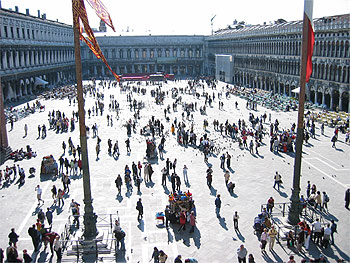
산마르코 광장의 모습. 앞에 보이는 것은 알라 나폴레오니카이다. 좌측은 프로쿠라티에 누오베이며, 우측은 프로쿠라티에 베키에이다.

프로쿠라티에(이탈리아어: Procuratie)는 이탈리아 북동부 베네치아 산마르코 광장을 따라 이어진 3개의 행정관청이다. 시계탑과 이어져 있다. 광장의 북쪽을 따라 지어진 프로쿠라티에는 프로쿠라티에 베키에(Procuratie Vecchie)라고 한다. 반대로, 남쪽을 따라 지어진 프로쿠라티에는 프로쿠라티에 누오베(Procuratie Nuove)라고 한다. 서쪽에 있는 것은 알라 나폴레오니카(Ala Napleonica)라고 부른다.